# Zegel van Kansas

Zegel van Kansas.

Het zegel van Kansas werd in de 19e eeuw ontworpen door John J. Ingalls, een lid van de senaat van Kansas. Hij ontwikkelde ook het motto van Kansas, dat boven in het zegel staat. Dit motto luidt: Ad Astra per Aspera ("Naar de sterren door moeilijkheden"). Het zegel werd officieel vastgesteld op 25 mei 1861.
Het zegel ademt de sfeer van de pioniers die in de 19e eeuw vanuit het oosten van de Verenigde Staten steeds verder westwaarts trokken om gebieden te bevolken. Het toont een landschap met een opkomende zon (die het oosten symboliseert), een stoomboot op de rivier (handel), een konvooi dat westwaarts trekt, een pionierswoning, een man die het land bewerkt en indianen die op bizons jagen. De 34 sterren boven in het zegel symboliseren het feit dat Kansas als 34ste staat tot de Verenigde Staten toetrad.
Het zegel staat centraal op de vlag van Kansas.